# Renato Sabbatini
Renato Marcos Endrizzi Sabbatini (Campinas, 20 de fevereiro de 1947) é um biomédico, escritor e empresário brasileiro.
De ascendência italiana, foi um dos fundadores da Sociedade Brasileira de Informática em Saúde e também presidente dela. Em 2019, era presidente do Instituto Edumed e vice-presidente do Instituto Health Level Seven (HL7), organizações dedicadas à tecnologia em saúde.
Foi premiado no 13.º Prêmio José Reis de Divulgação Científica, de 1992, na modalidade "divulgação científica", em razão da coluna semanal no jornal Correio Popular, de Campinas, para a qual escrevia como divulgador da produção científica.
Na área da informática médica, foi um dos 100 Cidadãos Eleitos (Fellows Elect) da nova International Academy of Health Sciences Informatics.